# قسم أيل تيمور الريفي (مقاطعة بوكان)
قسم أیل تیمور الريفي (بالفارسية: دهستان ایل تیمور) هي منطقة سكنية تقع في إيران في قسم المركزي. يقدر عدد سكانها بـ 6,302 نسمة .